# Earophila alpestris
Earophila alpestris là một loài bướm đêm trong họ Geometridae.